# یهودیت و خشونت
آموزه‌ها و متون یهودیت گاهی با خشونت مرتبط بوده‌است. قوانینی در سنت یهودی وجود دارند که ریشه کن کردن شر را، گاهی با استفاده از ابزارهای خشونت آمیز، الزامی می‌کنند. یهودیت همچنین حاوی آموزه‌های صلح آمیز در کنار آنهایی است که خواستار خشونت هستند. خشونت و عدم خشونت از سوی گروه‌ها و افراد غالباً در قوانین و الهیات یهودی در کنار هم قرار می‌گیرد. نگرش‌ها و قوانین نسبت به هر دوی صلح و خشونت در سنت یهودی وجود دارد. در طول تاریخ، متون یا احکام دینی یهودیت برای ترویج و همچنین مخالفت با خشونت استفاده شده‌است.

## یهودیت هنجاری
یهودیت هنجاری صلح طلبانه نیست و خشونت در خدمت دفاع از خود در آن پذیرفته‌ است. جی. پاتوت برنز اظهار می‌کند که سنت یهودی به وضوح اصل به حداقل رساندن خشونت را مطرح می‌کند. این اصل را می‌توان اینگونه بیان کرد: «(هرجا) قانون یهود اجازه می‌دهد که خشونت از وقوع شر جلوگیری کند، الزام می‌کند که از حداقل خشونت برای رسیدن به هدف استفاده شود.»

### عدم خشونت
متون دینی یهودیت رحمت و صلح را مورد حمایت قرار می‌دهد و کتاب مقدس عبری حاوی این فرمان معروف است که «همسایه خود را مانند خودت دوست بدار». بر اساس پلتفرم کلمب یهودیت اصلاحی در سال ۱۹۳۷، «یهودیت، از روزگار پیامبران، آرمان صلح جهانی را برای بشر اعلام کرده‌است و برای خلع سلاح روحی و جسمی همه ملت‌ها تلاش می‌کند. یهودیت خشونت را رد می‌کند و بر تربیت اخلاقی، عشق و همدردی تکیه می‌کند.»
فلسفه عدم خشونت ریشه در یهودیت دارد و به تلمود اورشلیم در اواسط قرن سوم بازمی‌گردد. در حالی که عدم خشونت مطلق از الزامات یهودیت نیست، این دین به شدت استفاده از خشونت را محدود می‌کند، به طوری که پرهیز از خشونت اغلب تنها راه تحقق یک زندگی با حقیقت، عدالت و صلح است، که یهودیت آن را سه ابزار برای حفظ جهان می‌داند. : 242 

## جنگ

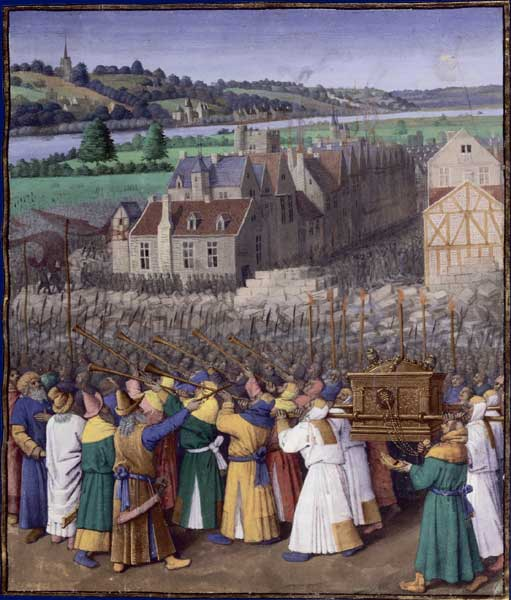
ژان فوکه: گرفتن جریکو، ج. ۱۴۵۲–۱۴۶۰

روایت کتاب مقدس دربارهٔ فتح کنعان و دستورهای مربوط به آن، تأثیر عمیقی بر فرهنگ غرب گذاشته‌است. در طول تاریخ یهود ، سنت‌های رایج یهودی این متون را صرفاً تاریخی یا رخ داده در شرایط بسیار خاص می‌دانستند، و در هر صورت، آنها را مربوط به زمان‌های بعد نمی‌دانستند.

## گروش اجباری
تغییر دین اجباری در زمان پادشاهی هامونی رخ داد. ادومائیان مجبور به گرویدن به یهودیت شدند، با تهدید به تبعید یا تهدید به مرگ، بسته به منبع آن.

## قصاص و مجازات

### چشم در برابر چشم
در حالی که اصل lex talionis ("چشم در برابر چشم") به وضوح در کتاب مقدس تکرار شده‌است، در یهودیت به معنای واقعی کلمه به کار نمی‌رود، و برای ارائه مبنایی برای جبران خسارت مالی برای صدمات تفسیر شده‌است. پاساکوف و لیتمن به تفسیر مجدد lex talionis به عنوان نمونه ای از توانایی یهودیت فریسایی در «انطباق با تغییر ایده‌های اجتماعی و فکری» اشاره می‌کنند. استفان وایلن اظهار می‌کند که lex talionis "اثبات ارزش منحصر به فرد هر فرد" است و "برابری همه انسان‌ها در برابر قانون" را آموزش می‌دهد.

### مجازات اعدام و بدنی
در حالی که انجیل و تلمود مجازات‌های خشونت‌آمیز بسیاری از جمله مرگ با سنگسار، سر بریدن، سوزاندن و خفه کردن برای برخی از جنایات را مشخص می‌کنند، این مجازات‌ها در دوران خاخامی عمدتاً با اضافه کردن الزامات اضافی برای محکومیت اصلاح شدند. میشنا بیان می‌کند که سنهدرین که یک نفر را در عرض هفت سال - یا به گفته العازار بن آزاریا هفتاد سال - اعدام می‌کند تشنه به خون تلقی می‌شود. در دوران باستان متاخر، گرایش به عدم اجرای مجازات اعدام در دادگاه‌های یهودی غالب شد. طبق قانون تلمود، صلاحیت اجرای مجازات اعدام با تخریب معبد دوم متوقف شد. در عمل، جایی که دادگاه‌های یهودی قرون وسطایی قدرت صدور و اجرای احکام اعدام را داشتند، به این کار برای جرایم بسیار شدید ادامه می‌دادند، البته نه لزوماً مواردی که قانون تعریف می‌کرد. اگرچه تشخیص داده شد که استفاده از مجازات اعدام در دوران پس از معبد دوم فراتر از حکم کتاب مقدس است، خاخام‌هایی که از آن حمایت می‌کردند معتقد بودند که می‌توان آن را با ملاحظات دیگر قوانین یهودی توجیه کرد. اینکه آیا جوامع یهودی تا به حال مجازات اعدام را طبق قوانین خاخامی انجام داده‌اند یا خیر و آیا خاخام‌های عصر تلمود از استفاده از آن حتی در تئوری حمایت کرده‌اند یا خیر، موضوع بحث تاریخی و ایدئولوژیکی بوده‌است. ابن میمون، محقق حقوقی یهودی قرن دوازدهم، اظهار داشت که «برائت هزاران مجرم بهتر و رضایت بخش تر از کشتن یک بی گناه است». موضع قانون یهود در مورد مجازات اعدام اغلب مبنای مذاکرات دادگاه عالی اسرائیل بود. این مجازات تنها یک بار توسط سیستم قضایی اسرائیل در مورد آدولف آیشمن اجرا شده‌است.

## پوریم و کتاب استر
کتاب استر، یکی از کتاب‌های مقدس یهودیان، داستان دسیسه‌های کاخ است که بر توطئه کشتن همه یهودیان متمرکز است که توسط استر، ملکه یهودی ایران، خنثی شد. یهودیان به جای قربانی شدن، «همه افرادی را که می‌خواستند آنها را بکشند» کشتند. پادشاه به یهودیان توانایی دفاع از خود در برابر دشمنانشان را داد که سعی در کشتن آنها داشتند، که تعداد آنها ۷۵۰۰۰ نفر بود (استر ۹:۱۶) از جمله هامان، یکی از عمالیق که نقشه کشتن یهودیان را رهبری می‌کرد. جشنواره سالانه پوریم این رویداد را جشن می‌گیرد و شامل تلاوت دستورالعمل کتاب مقدس برای «به فراموشی سپردن یاد [یا نام] عمالیق» است. محققان - از جمله ایان لوستیک، مارک گوپین، و استیون بایم - بیان می‌کنند که خشونت توصیف‌شده در کتاب استر الهام‌بخش و تحریک اعمال خشونت‌آمیز و نگرش‌های خشونت‌آمیز در دوران پس از کتاب مقدس بوده‌است، که تا دوران مدرن ادامه دارد، که اغلب بر محور جشنواره پوریم است. : 2–19, 107–146, 187–212, 213–247 
محققان دیگر، از جمله جروم اورباخ، اظهار می‌دارند که شواهد خشونت یهودیان در پوریم در طول قرن‌ها «بسیار ناچیز» است، از جمله موارد گاه به گاه پرتاب سنگ، ریختن روغن فاسد بر روی یک نوکیش یهودی، و در مجموع ۳ مورد مرگ در پوریم در طول بیش از ۱۰۰۰ سال پوریم ثبت شده که یهودیان موجب آن بوده‌اند. هیلل هالکین در مروری بر کتاب مورخ الیوت هوروویتز، تشریفات بی پروا: پوریم و میراث خشونت یهودیان، خاطرنشان کرد که موارد خشونت یهودیان علیه غیریهودیان در طول قرن‌ها بسیار کم بوده و ارتباط بین آنها و پوریم ضعیف است.
خاخام آرتور واسکوو و مورخ الیوت هوروویتز بیان می‌کنند که باروخ گلدشتاین، عامل قتل‌عام غار پاتریارک‌ها، ممکن است انگیزه کتاب استر بوده باشد، زیرا این قتل‌عام در روز پوریم انجام شد : 4, 11, 315  اما سایر محققان اشاره می‌کنند که ارتباط با پوریم تصادفی است زیرا گلدشتاین هرگز به صراحت چنین ارتباطی را برقرار نکرد.